# Referéndum del sistema electoral de las Islas Malvinas de 2011
Un referéndum sobre la reforma del sistema electoral se llevó a cabo en las Islas Malvinas, el 3 de noviembre de 2011. A los votantes se les preguntó "¿Quiere una circunscripción única para el conjunto de las islas?". La propuesta requería una mayoría de dos tercios en los dos distritos electorales de las islas, pero fue rechazada por 58,78% de los votantes en general. En Puerto Argentino/Stanley fue aprobado por un 50,2% de los votantes, pero en Camp fue ampliamente rechazada, con un 84% de votos en contra.  La participación fue del 70% en el Camp y del 39% en Puerto Argentino/Stanley.

## Antecedentes
En virtud del artículo 27 de la Constitución de las Islas Malvinas, cualquier cambio en las circunscripciones en las islas debe ser apoyado en un referéndum por al menos dos tercios de los votos.
La propuesta de creación de una circunscripción única para las islas se debió a que el Camp está sobrerrepresentado en la Asamblea Legislativa de las Islas Malvinas, ya que posee tres de los ocho escaños (38% del total), mientras que los cinco escaños restantes son para Puerto Argentino/Stanley (62,5 %). En 2011 había 262 votantes (17%) en el Camp y 1315 (83%) en Puerto Argentino/Stanley, es decir, que había un diputado de cada 87 votantes en el Camp y uno por cada 263 en Puerto Argentino/Stanley.
Originalmente, los dos distritos electorales habían tenido una representación igual, pero habían cambiado ya que la población de Puerto Argentino/Stanley aumentó. La propuesta ya había sido objeto de los votantes en un referéndum en 2001, y había sido rechazada. Se aprobó un segundo referéndum por la Asamblea el 26 de agosto de 2011 por una votación de cuatro a tres.

## Resultados
La pregunta planteada por el referéndum fue:

¿Quiere una circunscripción única para el conjunto de las islas?

| Opción     | Votos | Porcentaje |
| ---------- | ----- | ---------- |
| No         | 405   | 58,78%     |
| Si         | 284   | 41,22%     |
| Total      | 689   | 100,0%     |
| Electorado | 1571  | 1571       |
| Fuente:    |       |            |